# Fulakora gnoma
Fulakora gnoma (лат.) — вид примитивных муравьёв рода Fulakora из подсемейства Amblyoponinae (Formicidae), ранее включавшийся в состав родов Amblyopone и Stigmatomma. Эндемик Соломоновых островов.

## Распространение
Океания. Типовое местонахождение: остров Гуадалканал (Соломоновы острова).

## Описание
Мелкие земляные муравьи (длина тела рабочих менее около 2 мм) с длинными узкими жвалами и хорошо развитым жалом. Отличается от всех других известных видов своего рода сочетанием мелких размеров, 10-члениковых усиков и двойного ряда мандибулярных зубцов. Зубной ряд включает крошечный реклинатный субапикальный зубец, за которым следует срединный ряд из четырёх парных зубцов примерно одинакового размера, причём первая пара немного меньше, а третья — больше. Элементы каждой зубной пары постепенно становятся менее тесно связанными друг с другом до четвёртого, в котором дорсальный элемент, также уменьшенный в размерах, смещён апикально примерно на треть расстояния, разделяющего третий и четвёртый вентральные зубцы. Кроме того, имеются два небольших, прямых, непарных острых базальных зубца, первый из которых немного ниже и более остроконечный, чем второй. Следы глаз у рабочих отсутствуют (у самки есть и глаза и оцеллии). Окраска бледная желтовато-коричневая, мандибулы, усики и ноги на тон светлее. Формула щупиков рабочих: 3-2. Мезосома уже головы. Ноги короткие. Передний край клипеуса зубцевидный; петиоль очень широко прикреплён к 3-му абдоминальному сегменту и без отчётливой задней поверхности; постпетиоль отсутствует.

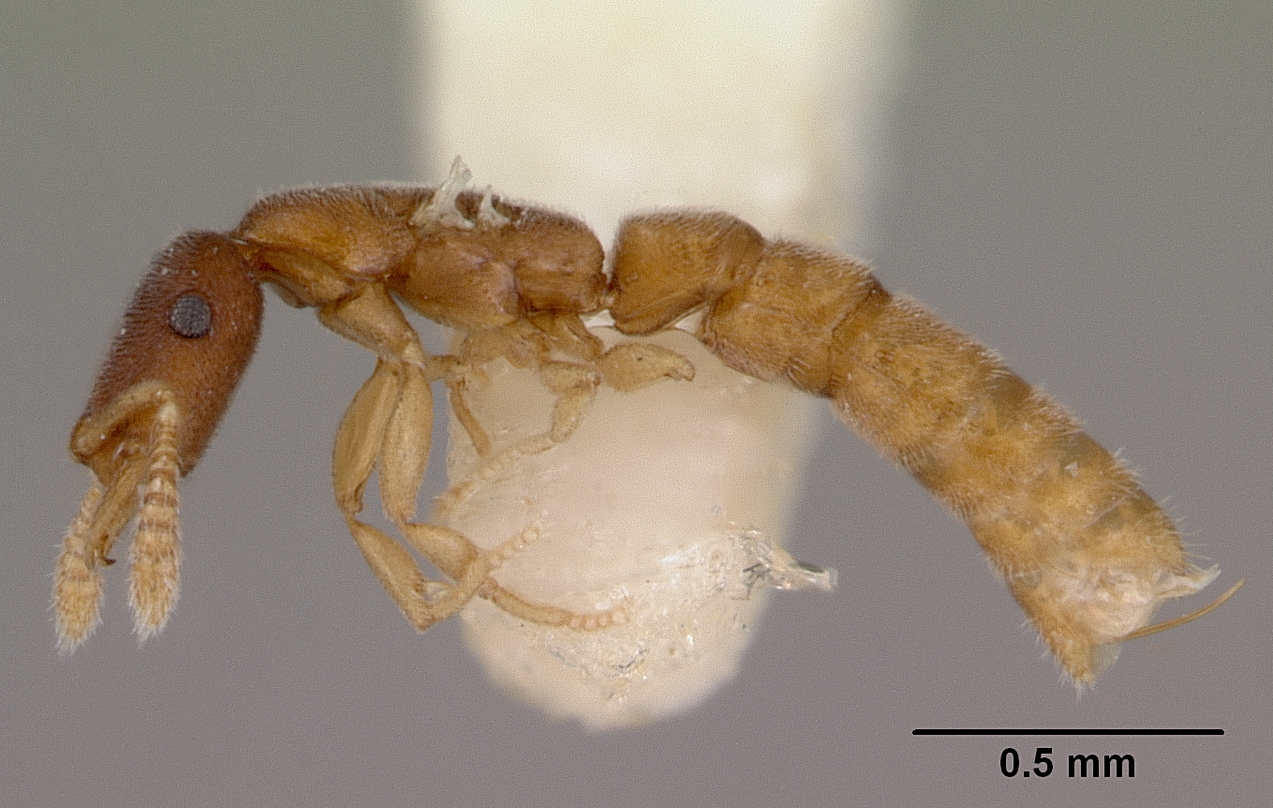
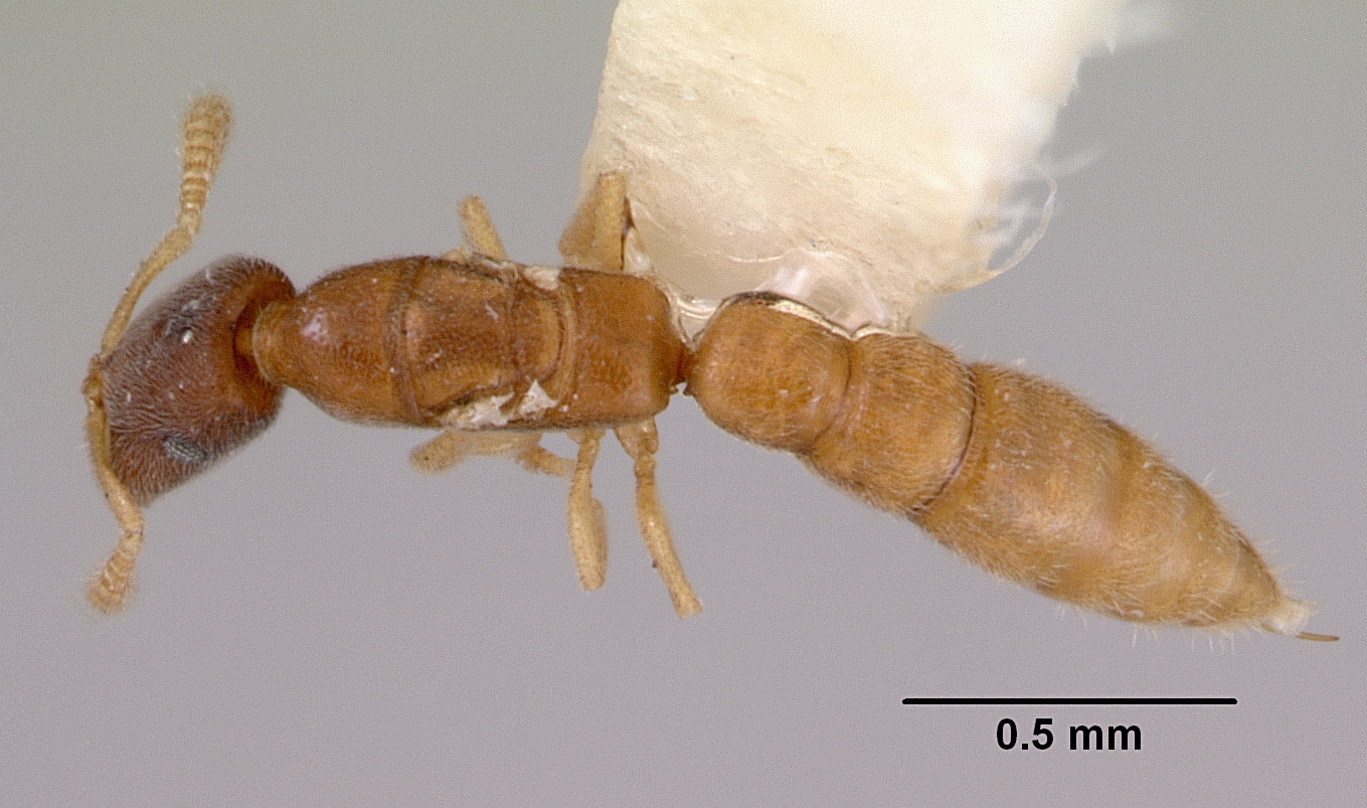

## Систематика
Вид был впервые описан в 1979 году австралийским мирмекологом Робертом Тейлором (Australian National Insect Collection, CSIRO, Division of Entomology, Канберра, Австралия) под названием Amblyopone gnoma Taylor, 1979. С 2012 года вид включали в состав рода Stigmatomma (подсемейство Понерины). В 2016 году Fulakora был восстановлен из синонимии с Stigmatomma и вид получил современное название.